# Лесной орех
Лесно́й оре́х — орех любого из 20 видов кустарника (реже дерева) рода Лещина (Corylus) семейства Берёзовые (Betulaceae), в том числе лещины обыкновенной (Corylus avellana) и лещины крупной (Corylus maxima). Орехи крупноплодных форм лещины, в основном лещины обыкновенной, лещины крупной и лещины понтийской, называют фундуком (тур. fındık). Съедобный, высокопитательный.

## Описание

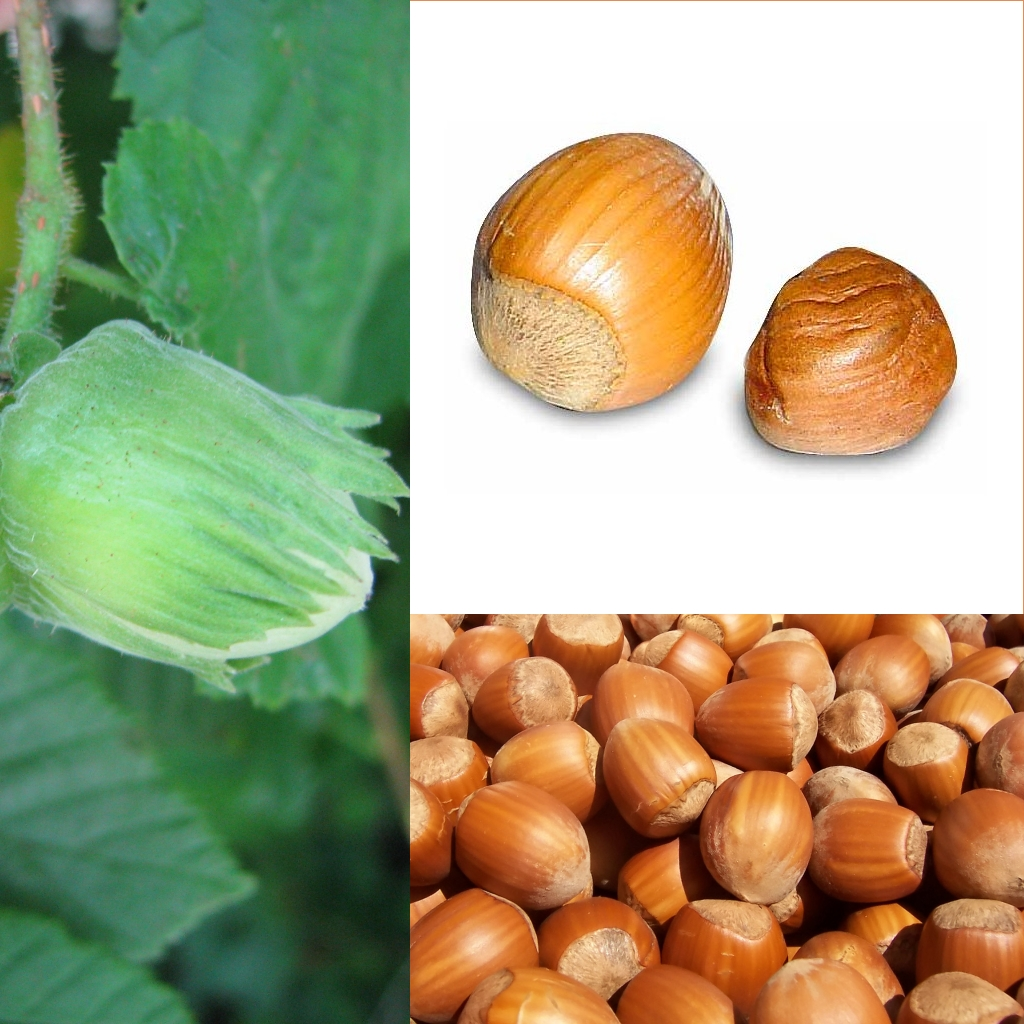
Лесной орех: слева на ветке прикрыт плюской

Плод лещины — односемянный почти шаровидный или несколько удлинённый орех с деревянистым околоплодником. Плоды скучены по два—восемь, иногда одиночные. Каждый орех окружён трубчатым надрезанным покровом, так называемой плюской, произошедшей из прицветника и двух прицветничков (прилистников) женского цветка. Плодовая обёртка светло-зелёная, бархатисто опушённая, широкобокаловидная или колокольчатая, открытая, почти одной длины с орехом, состоит из двух неправильно рассечённо-лопастных листочков.

## Культивирование
Наибольшее распространение и хозяйственное значение имеет лещина обыкновенная (лесной орех).
На Кавказе и в Крыму культивируют лещину крупную или ломбардский орех, которую, как иногда и лещину обыкновенную, называют фундуком. Фунду́к производится в коммерческих количествах в Турции, Азербайджане, Италии, Греции, на Кипре, в Грузии, в испанской области Каталонии, в Великобритании в графстве Кент, в американских штатах Орегон и Вашингтон.

## Производство

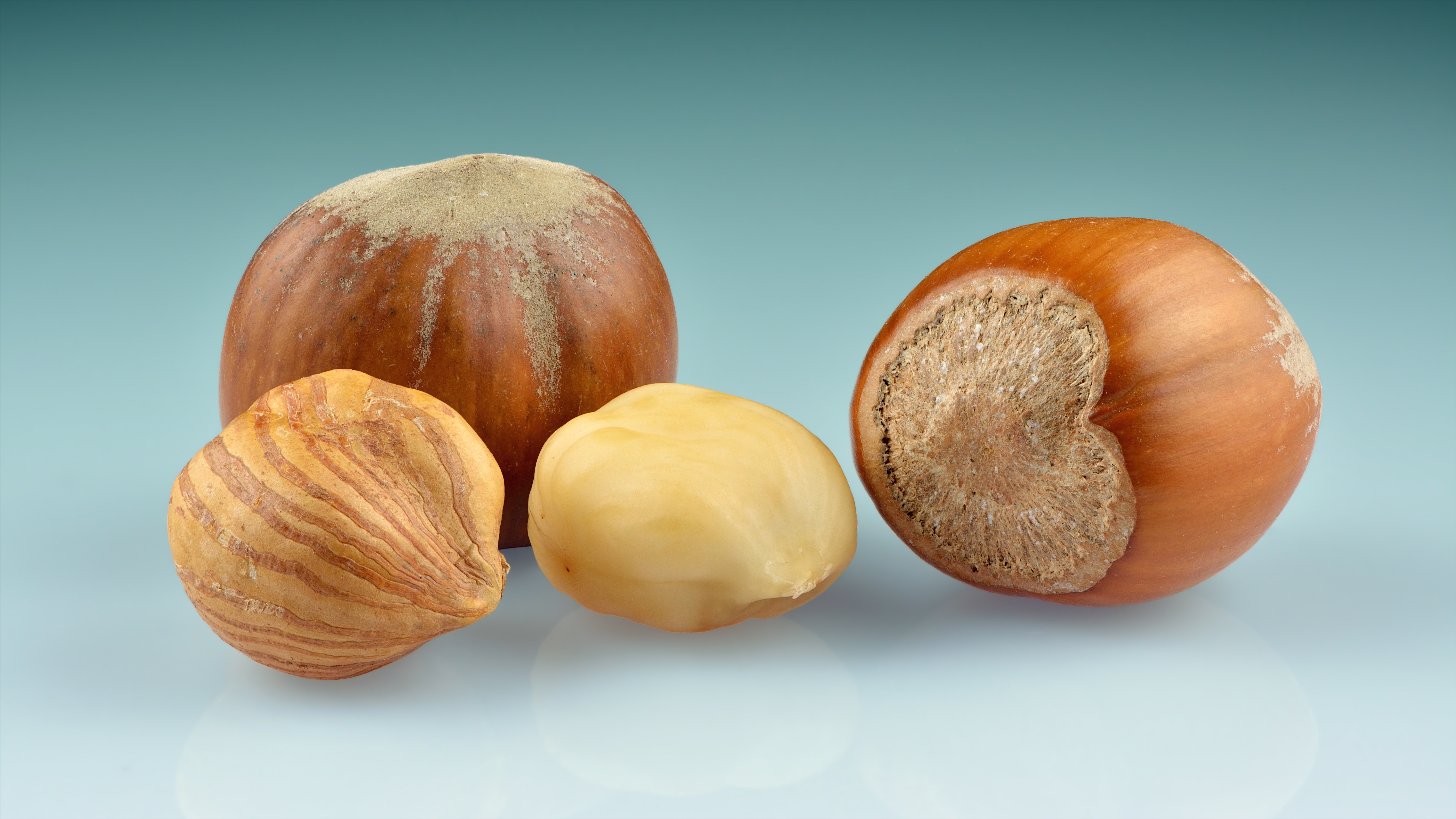
Спелый фундук

В 2017 году мировое производство фундука (в скорлупе) составило 1 миллион тонн. 67 % мирового производства принадлежит Турции, за ней следуют Италия, Азербайджан, США, Китай и Грузия. Большое количество ферм по выращиванию фундука в Турции и приток сирийских беженцев вызвали обеспокоенность по поводу детского труда и эксплуатации на этих фермах, которые трудно отследить.
В Соединённых Штатах на Орегон приходилось 99 % национального производства в 2014 году, при этом урожай стоимостью 129 миллионов долларов был закуплен в основном производителями снеков. В 2017 году произошло расширение производства фундука в Онтарио, Канада.
В Сулейман-Стальском районе Дагестана заложен самый крупный в Европе фундуковый сад — более 2 тысяч гектаров.
|    | Страна      | 2010 | 2015  | 2020  |
| -- | ----------- | ---- | ----- | ----- |
| 1  | Турция      | 600  | 646   | 665   |
| 2  | Италия      | 90,3 | 101,6 | 140,6 |
| 3  | США         | 25,4 | 28,1  | 64,4  |
| 4  | Азербайджан | 29,5 | 32,3  | 49,5  |
| 5  | Чили        | 2,4  | 8,8   | 33,9  |
| 6  | Грузия      | 28,8 | 35,3  | 32,7  |
| 7  | Китай       | 19,5 | 25,1  | 24,3  |
| 8  | Иран        | 18,4 | 13,5  | 13,4  |
| 9  | Франция     | 10,1 | 8,9   | 9,7   |
| 10 | Польша      | 2,6  | 5,4   | 7,6   |
| 11 | Сербия      | -    | 4,2   | 6,7   |
| 12 | Испания     | 15,1 | 11,4  | 5,5   |
| 13 | Кыргызстан  | 3,4  | 4,4   | 4,3   |
| 14 | Узбекистан  | 1,1  | 4,0   | 3,7   |